# Femurkopfresektion
Die Femurkopfresektion ist ein chirurgisches Verfahren, bei dem der Kopf des Oberschenkelknochens (Femur) operativ entfernt wird. Beim Menschen ist die Femurkopfresektion ein notwendiger Teilschritt beim Einsetzen eines künstlichen Hüftgelenks. Ohne Einsetzen einer Hüftgelenksendoprothese wird die Operation jedoch nur in seltenen Ausnahmesituationen durchgeführt, beispielsweise bei nicht auf eine Behandlung ansprechenden eitrigen Entzündungen des Hüftgelenks. Sie führt beim Menschen zu einer starken Beeinträchtigung des Gehvermögens.
Bei Hunden wird die Femurkopfresektion häufiger durchgeführt. Indikationen sind hier vor allem die aseptische Femurkopfnekrose sowie chronische, hochgradig schmerzhafte Hüftgelenksarthrosen, wie sie vor allem bei der Hüftdysplasie (HD) auftreten. Die Femurkopfresektion führt zur Bildung einer bindegewebigen Verbindung zwischen Becken und Oberschenkelknochen (Pseudarthrose), die zwar meist zu einer Funktionseinschränkung in der Hüfte führt, aber dem Tier eine angemessene Lebensqualität bietet. Sie wird dann angewendet, wenn aus Kosten- oder Altersgründen ein künstliches Hüftgelenk nicht in Frage kommt.

## Femurkopfresektion beim Hund
Der Eingriff erfolgt in Vollnarkose. Zumeist wird ein Zugang zum Hüftgelenk von kraniolateral (seitlich-vorn) gewählt. Nach einem Hautschnitt oberhalb des Hüftgelenks wird die Faszie am Vorderrand des Musculus biceps femoris durchtrennt. Der Musculus gluteus superficialis wird nach hinten verlagert, eventuell auch seine Ansatzsehne durchtrennt. Der Musculus gluteus medius wird mit Wundhaken rückenwärts (dorsal) verlagert, der Musculus biceps femoris nach hinten. Anschließend wird der Ansatz des Musculus gluteus profundus teilweise durchtrennt und der Musculus vastus lateralis an seinem Ursprung vom Oberschenkelknochen gelöst. Mit einem Knochenhebel kann nun der Kopf des Oberschenkelknochen aus der Beckenpfanne gehebelt werden, wobei bei intaktem Oberschenkelknochenkopfband (Ligamentum capitis ossis femoris) dieses durchtrennt wird. Der Oberschenkelhals wird nun mit einer Säge oder nach Anlegen von Bohrkanälen mit einem Osteotom osteotomiert, bei der Femurkopfnekrose kann der Kopf auch schrittweise mit einer Hohlmeißelzange abgetragen werden. Anschließend erfolgt der Wundverschluss.

## Femurkopfresektion beim Menschen
Die Femurkopfresektion ist ein notwendiger Arbeitsschritt bei der Implantation einer Hüftgelenks-Endoprothese. Als alleinige Maßnahme ist sie beim Menschen nur äußerst selten indiziert, so in den seltenen Fällen einer chronischen, therapieresistenten eitrigen Coxitis. In der Regel wird in diesen Fällen eine endoprothetische Versorgung nach Sanierung des Infektes angestrebt. Hartnäckige Infekte als Komplikation einer Prothesenimplantation zwingen gelegentlich zum temporären Ausbau der Prothese, wodurch dann ebenfalls die Situation einer Femurkopfresektion entsteht. Es verbleibt dann eine sogenannte Girdlestone-Situation: der Trochanter major stützt sich an der Beckenschaufel ab, woraus eine sehr eingeschränkte Gehfähigkeit an Unterarmgehstützen mit deutlicher Beinverkürzung resultiert.